# Noterus clavicornis
Noterus clavicornis — вид хищных жуков из семейства толстоусов.

## Описание
Noterus clavicornis может достигать в длину 4,2—4,5 мм. Тело по форме напоминает вытянутое яйцо. Цвет варьирует, от желтоватого до красновато-коричневого. Переднеспинка немного светлее надкрыльев. И взрослые, и личинки водные хищники. Взрослые особи встречаются с марта по октябрь.

## Распространение
Этот вид населяет Палеарктику (включая Европу) и Ближний Восток. В Европе он встречается только в Албании, Австрии, на Балеарских островах, в Беларуси, Бельгии, Боснии и Герцеговине, Болгарии, на Нормандских островах, Корсике, Хорватии, Чехии, материковой части Дании, Эстонии, Финляндии, материковой Франции, Германии, Великобритании (в том числе на острове Мэн), материковой Греции, Венгрии, в Ирландии, материковой части Италии, Латвии, Лихтенштейна, Литвы, Люксембурга, в Республике Македонии, Молдовы, Северной Ирландии, материковой части Норвегии, Польши, материковой части Португалии, России, Сардинии, Сицилия, Словакия, Словения, материковой части Испании, Швеции, Швейцарии, Нидерландов, Украины и Югославии.

## Места обитания
Этот вид обитает в водоемах, где изобилует растительность.